# Майкъл Горман (библиотекар)
Вижте пояснителната страница за други личности с името Майкъл Горман.
Майкъл Горман (на английски: Michael Gorman) е британски (работил в Лондон) и американски (работещ в Калифорния) библиотекар.
През 2004 г. е избран за заместник-председател на Асоциацията на американските библиотеки. Горман е виден каталогизатор. Редактира второто издание на „Правила на англоамериканското каталогизиране“ („Anglo-American cataloguing rules, second edition“, 1978). Лауреат на множество награди.